# Trapezitinae
Los trapezitinos (Trapezitinae) son una subfamilia  de lepidópteros ditrisios  de la familia Hesperiidae estrechamente emparentada con Hesperiinae, de la cual se diferencia por tener las venas discocelulares del ala trasera dirigidas hacia el ápice del ala (son verticales o apuntan hacia la base del ala en las Hesperiinae). Las orugas, como ocurre en los Hesperiinae, se alimentan de monocotiledóneas. Incluye 16 géneros y 60 especies de Australia, Nueva Guinea e islas cercanas.

## Géneros
| - Anisynta - - Anisyntoides - - Antipodia - - Croitana - - Dispar - - Felicena - | - Hesperilla - - Hewitsonella - - Mesodina - - Motasingha - - Neohesperilla - - Oreisplanus - | - Pasma - - Proeidosa - - Rachelia - - Signeta - - Toxidia - - Trapezites |

- Datos: Q1937718
- Multimedia: Trapezitinae / Q1937718
- Especies: Trapezitinae